# The Fixer
The Fixer é um filme britânico de 1968, do gênero drama, dirigido por John Frankenheimer e estrelado por Alan Bates e Dirk Bogarde.

## Produção

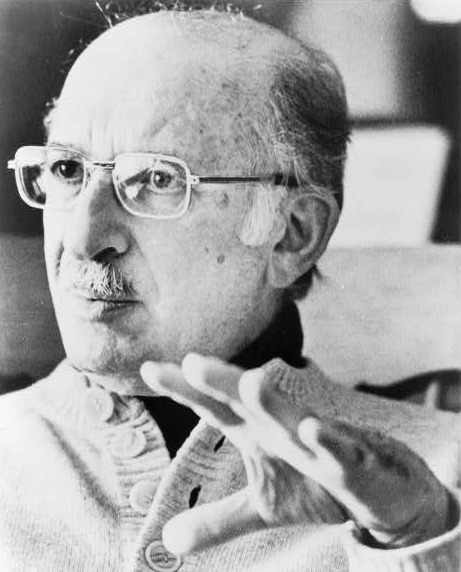
Bernard Malamud, em foto de 1979. Malamud forma, com Saul Bellow e Philip Roth, o trio dos principais escritores judeus norte-americanos do século XX. Além de The Fixer, também seu primeiro romance, The Natural (1952), foi adaptado para o cinema. Lançado em 1984, The Natural, o filme, é estrelado por Robert Redford e dirigido por Barry Levinson.

O roteiro é baseado no romance de Bernard Malamud, publicado em 1966. O livro -- e, por conseguinte, o filme -- conta, em forma de ficção, um fato real, o julgamento, em 1913, do judeu Menahem Mendel Beilis, acusado injustamente de assassinato. O "caso Beilis" causou indignação em todo o mundo e fez com que a Rússia voltasse atrás.
Por enfatizar a miséria, o filme afastou muitos telespectadores que estavam atrás apenas de divertimento.
Pela sua atuação, Alan Bates recebeu uma indicação ao Oscar, a única de sua carreira. Para Ken Wlaschin, este é um dos melhores filmes da extensa 
filmografia do ator.

## Sinopse
Rússia czarista, primeiros anos do século XX, época dos pogroms. Yakov Bok, judeu humilde porém instruído, deixa seu vilarejo após ser abandonado pela esposa. Em Kiev, esconde sua origem e torna-se empregado de Lebedev, comerciante alcoólatra e antissemita. Quando um jovem é assassinado, a identidade de Yakov é descoberta e ele é preso injustamente. Pressionado, ele nada confessa e procura adaptar-se à prisão, na esperança de que algum fato novo o inocente.

## Premiações
| Patrocinador                                            | Prêmio       | Categoria | Situação |
| ------------------------------------------------------- | ------------ | --- | -------- |
| Academia de Artes e Ciências Cinematográficas           | Oscar        | Melhor Ator (Alan Bates) | Indicado |
| Associação de Correspondentes Estrangeiros de Hollywood | Golden Globe | Melhor Filme Dramático Melhor Ator em Filme Dramático (Alan Bates) Melhor Ator Coadjuvante - Cinema (Hugh Griffith) Melhor Roteiro - Cinema | Indicado |

## Elenco
| Ator/Atriz        | Personagem        |
| ----------------- | ----------------- |
| Alan Bates        | Yakov Bok         |
| Dirk Bogarde      | Bibikov           |
| Georgia Brown     | Marfa Golov       |
| Hugh Griffith     | Lebedev           |
| Elizabeth Hartman | Zinaida           |
| Ian Holm          | Grubeshov         |
| David Opatoshu    | Latke             |
| David Warner      | Conde Odoevsky    |
| Carol White       | Raisl             |
| George Murcell    | Diretor da prisão |
| Murray Melvin     | Sacerdote         |
| Peter Jeffrey     | Berezhinsky       |
| Michael Goodliffe | Ostrovsky         |
| Thomas Heathcote  | Proshko           |
| Mike Pratt        | Padre Anastasy    |